# Jey Crisfar
Jey Crisfar (La Louvière, 24 april 1988) is een Belgisch acteur.
Hij studeert fotografie aan het Académie Royale des Beaux-Arts van Brussel als hij opgemerkt wordt door een filmregisseur. Hij is pas 18 jaar oud als hij verkozen wordt voor de hoofdrol in Otto; or up with dead people, geregisseerd in 2008 door Bruce La Bruce. In deze film speelt Crisfar een zombie en een skelet die Otto heet. De filmpremière vond plaats tijdens het Sundance Film Festival 2008 en werd officieel geselecteerd voor het Internationaal Filmfestival van Berlijn. In mei 2008 fotografeerde Terence Koh hem voor een exclusieve shooting in het magazine Dazed & Confused.

## Films
- Otto; Or Up With Dead People van Bruce LaBruce (2008)